# IC 2601
IC 2601 ist eine elliptische Galaxie vom Hubble-Typ E/S0? im Sternbild Großer Bär am Nordsternhimmel, die schätzungsweise 454 Millionen Lichtjahre von der Milchstraße entfernt ist.
Entdeckt wurde das Objekt am 14. März 1899 von Guillaume Bigourdan.